# グンナル・ベルントソン
グンナル・ベルントソン（Gunnar Fredrik Berndtson、1854年10月24日 - 1895年4月9日）はフィンランドの画家、イラストレーターである。肖像画や写実的な風俗画を描いた。

## 略歴
ヘルシンキのスウェーデン人の家系に生まれた 。父親のフレデリク・ベルントソン(Fredrik Berndtson)はジャーナリスト、詩人として知られていた。1869年には、フィンランド美術協会(Suomen Taideyhdistys)のメンバーと知り合い、美術協会の美術教室で、ロフグレン(Erik Johan Löfgren)らに学んだ。1872年から1875年の間、ヘルシンキの工科学校(後にヘルシンキ工科大学になりアールト大学に統合された。)で学ぶが画家になる決意をして、1876年にパリに留学した。パリではパリ国立高等美術学校に入学し、ジャン＝レオン・ジェロームやエルネスト・メソニエに学び、アルベルト・エデルフェルトやジュリアン・オールデン・ウィアー、ジョン・シンガー・サージェントといった同世代の画家と友人になった。1878年にパリのサロンに出展した。
1882年から1883年の間、カイロの建設会社のオーナーで美術コレクターのグレオン男爵(Alphonse Delort de Gléon)に招かれ、エジプトに滞在し、作品を描き、フランスの雑誌「ル・モンド・イリュストレ」の特派員として、イラストを描いた。
その後フィンランドに戻り結婚するが、しばしばパリを訪れ、パリのサロンに出展を続けた。1890年から1892年の間、ヘルシンキの美術協会の教室で教え、教えた学生にはマグヌス・エンケルやエレン・テスレフらがいる。
おそらく梅毒のために1895年に40歳で没した。

## 作品

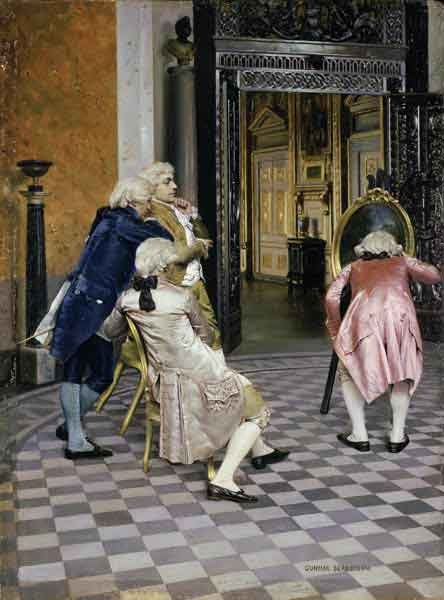
ルーブル美術館の美術愛好家(1879)
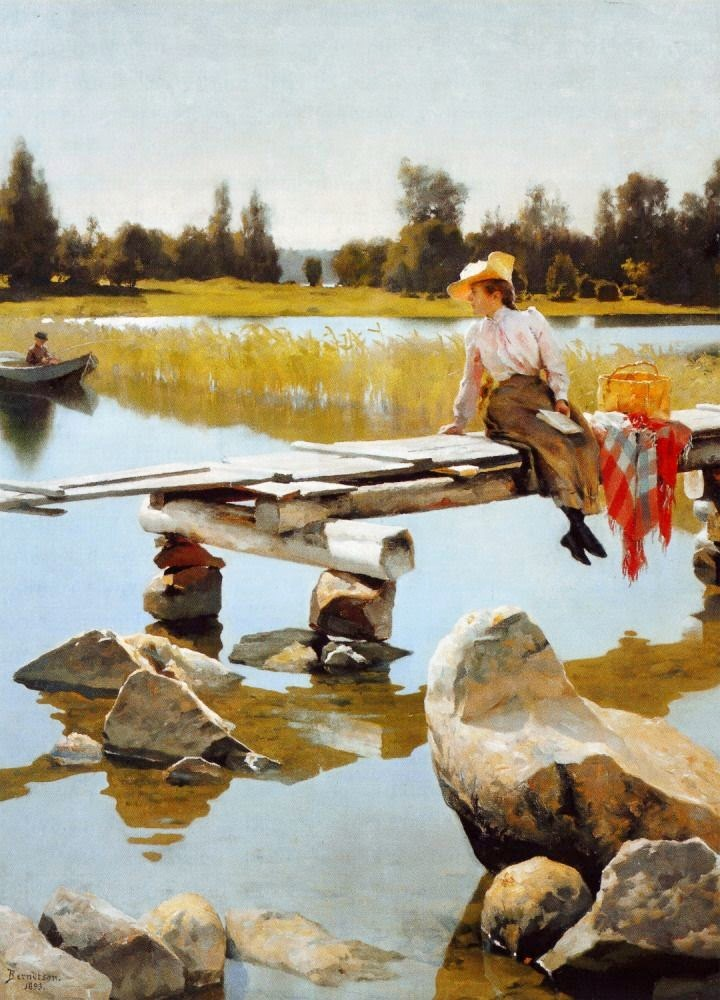
「夏」(1893)
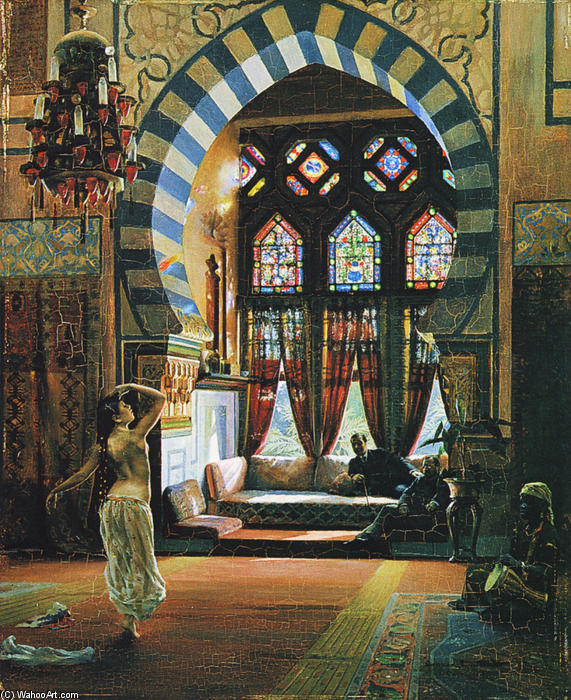
エジプトのダンス(c.1895)
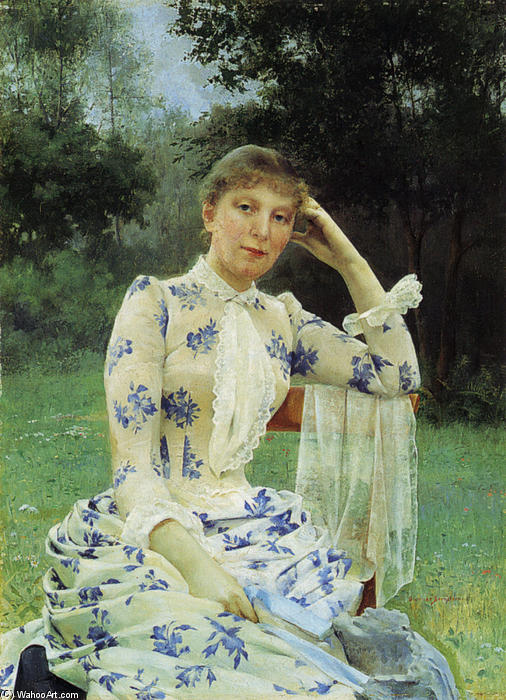
肖像画

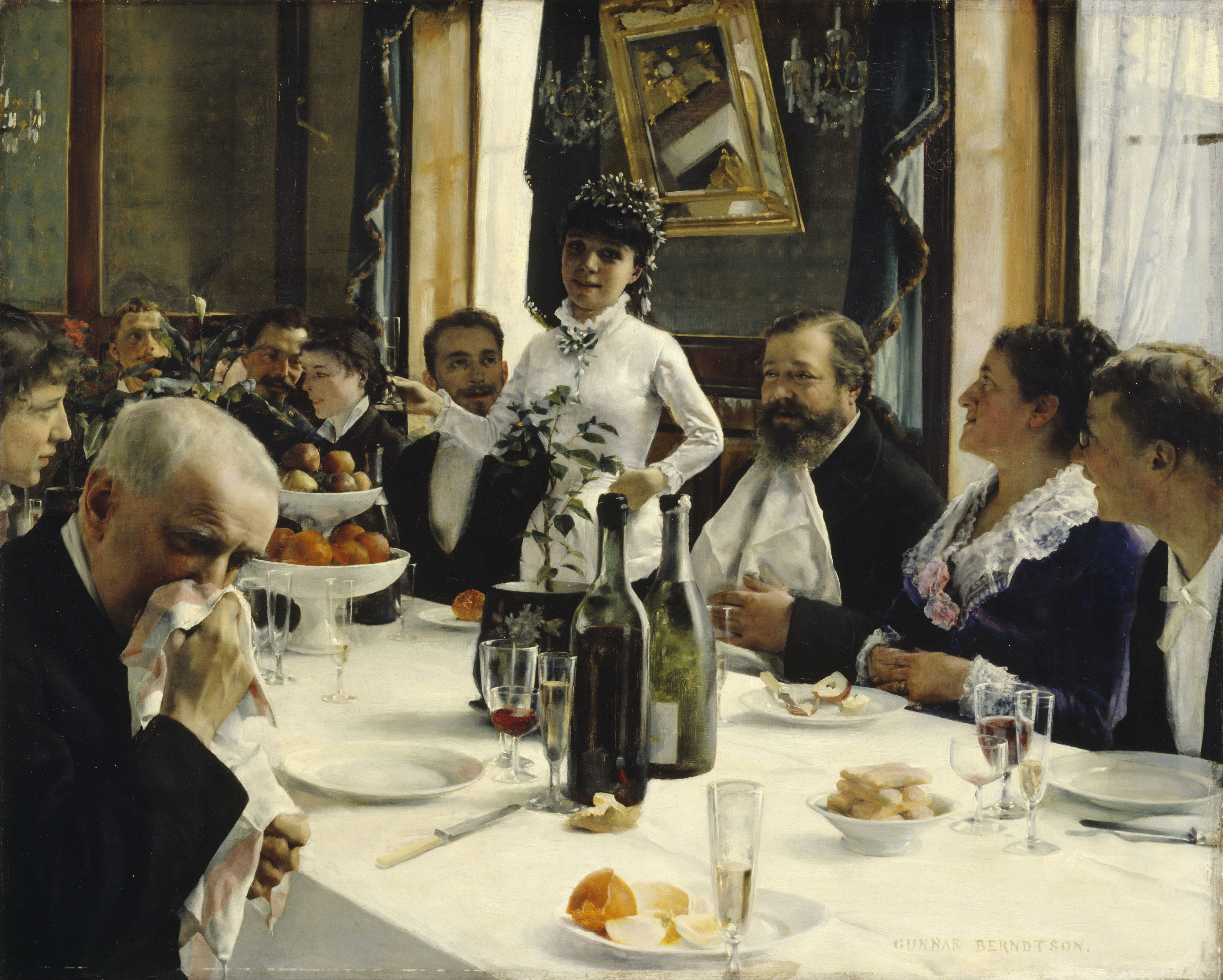
花嫁の歌　(1881)
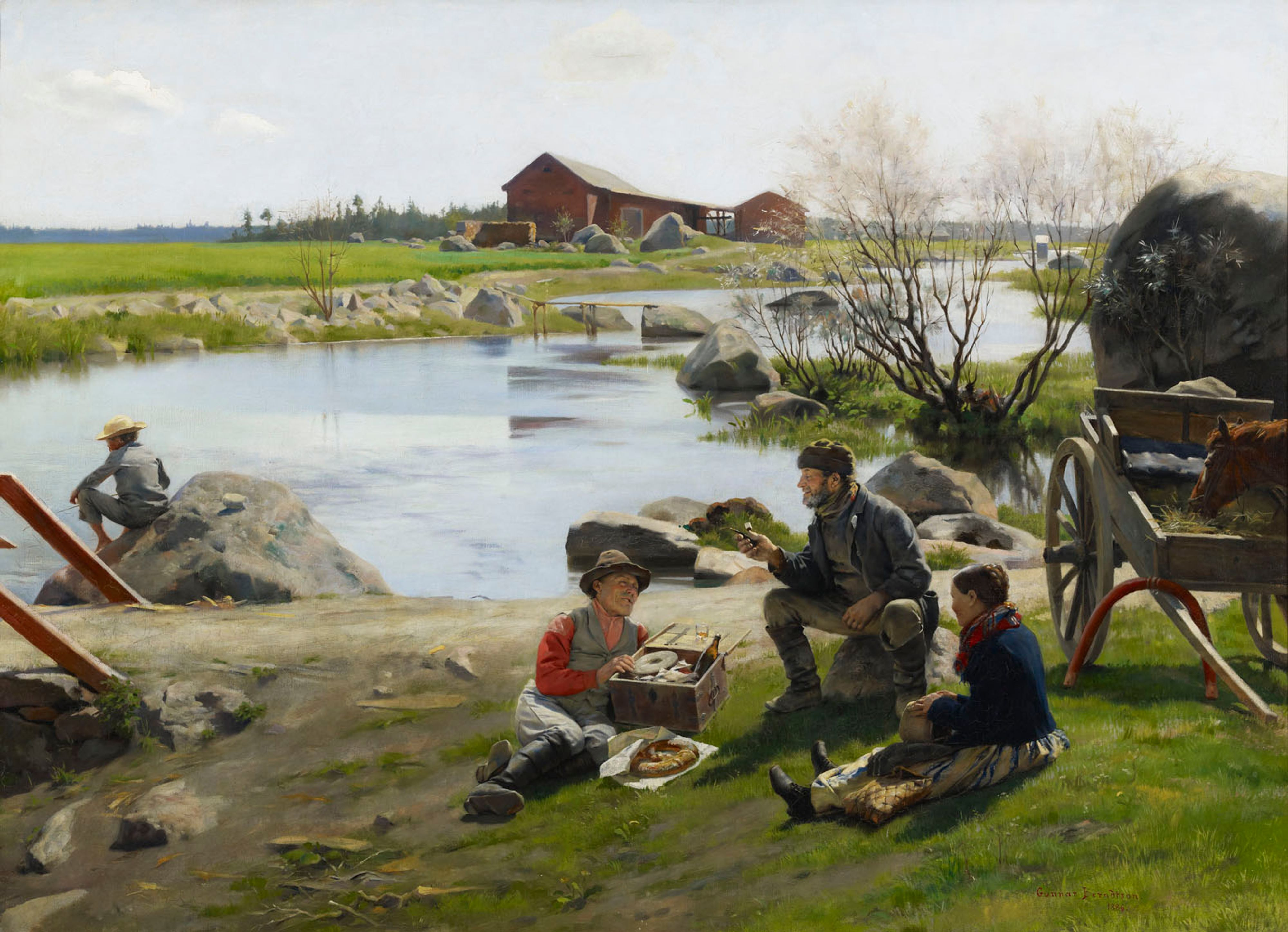
祭りに行く途中の休憩
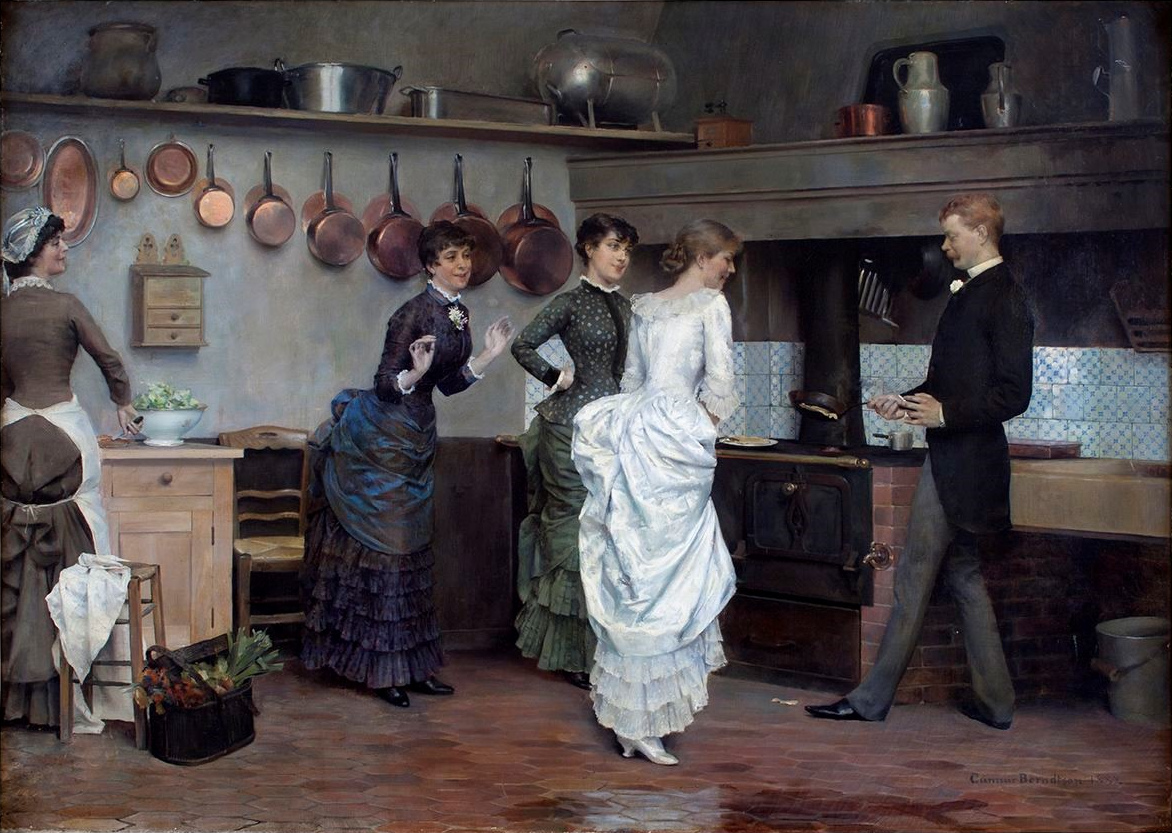
"Laskiaistiistai２